# باول كودي
باول كودي (بالإنجليزية: Paul Coady)‏ هو لاعب قذف أيرلندي، ولد في 1992 في Borris, County Carlow ‏ في جمهورية أيرلندا.